# Gossbydal-Linnefjäll
Gossbydal-Linnefjäll var en av SCB avgränsad och namnsatt småort i Göteborgs kommun, Västra Götalands län. Den omfattade bebyggelse i Goosbydal och Linnefjäll i Torslanda socken och sammanväxte 2005 med tätorten Göteborg varefter ingen bebyggelseenhet med detta namn existerar,